# RDL Radio
Ne doit pas être confondu avec Radio Dreyeckland Libre.
RDL Radio est une radio régionale française de catégorie B localisée depuis ses origines dans le Pas-de-Calais. Elle est née du rapprochement, en 2010, de deux stations de ce département, diffusant ainsi ses programmes sur une partie de la région Hauts-de-France et sur le littoral de la Somme.
Elle est implantée depuis 2018 à Saint-Omer, visant un public populaire sénior de la région. Elle est membre des Indés Radios.

## Origines de RDL Radio
La naissance de RDL Radio est liée au rapprochement, en 2010, de deux stations du Pas-de-Calais. Les stations « Radio Dallas Loisirs » située à Racquinghem, qui émettait sur l'Audomarois depuis les années 1980, et « Radio Bruaysis » située à Bruay-la-Buissière, distantes géographiquement, ont constitué les maillons d'un réseau multi-villes dans le Nord de la France.
Radio Dallas Loisirs est en effet créée dans les années 1980 par Laurent Benoot. Elle est cédée, en 2005, à Thierry Féery, qui fut un des employés de la station dans les années 1990. Ce dernier forme un tandem avec Laurent Hongne.

## Historique

### 2005-2008: professionnalisation de Radio Dallas Loisir
En 2005, l'objectif des responsables Thierry Féery et Laurent Hongne est de professionnaliser « Radio Dallas Loisir » et de transformer la station en une radio sénior. Elle dispose alors d'une seule fréquence à Racquinghem, émettant dans la Flandre et l'Audomarois. La radio est écoutée par 51 000 auditeurs/jour.

### 2008-2010: trois fréquences supplémentaires
En 2008, le Conseil supérieur de l'audiovisuel (CSA) autorise la station à disposer de trois fréquences supplémentaires : à Dunkerque, Saint-Pol-sur-Ternoise et Montreuil. La station fédère alors en 2010 près de 68 000 auditeurs/jour, ce qui place la part d'audience de Radio Dallas Loisirs devant celles d'Europe 1, France Inter, Virgin Radio, Fun Radio, France Bleu et NRJ. Seule RTL fait alors mieux sur ce bassin de diffusion. En outre, la grille de rentrée du 30 août 2010 marque l'arrivée de Max Lafontaine, qui fut notamment animateurs des nuits d'Europe 1 et qui a également officié sur RTL, Sud Radio et RMC.

### 2010-2015: rapprochement avec Radio Bruaysis
En 2010, Thiery Féery et Laurent Hongne reprennent d'autre part la direction de Radio Bruaysis, qui couvrait Béthune et Bruay-la-Buissière. Les responsables syndiquent alors ce programme, 20 heures par jour, pour enrichir le contenu de Radio Bruaysis. Ils proposent alors un programme local spécifique à chacune des deux zones.
En 2011, le CSA valide le mariage entre Radio Bruaysis et Radio Dallas Loisirs. 

### 2015-2018: cinq fréquences pour RDL Radio
Depuis 2015, RDL Radio dispose de cinq fréquences. Ses annonceurs passent par le canal de l'agence Force 1 Publicité qui est propriétaire de la radio Horizon située à Béthune. Elle fait partie en outre du collectif « Radios en nord pour la RNT » créé en juillet 2015 avec Mona FM, Radio 6, Delta FM, Horizon, Galaxie, Canal FM et Radio Calais Détroit. Tous ces éléments témoignent du dynamisme de RDL Radio.

### Depuis 2018: prise de contrôle de RDL Radio par La Voix du Nord
En août 2018, le groupe Rossel La Voix prend le contrôle de RDL Radio par l'intermédiaire de son groupe de presse La Voix du Nord. Ce rachat est largement repris dans la presse spécialisée au vu de l'importance de La Voix du Nord dans le paysage médiatique régional,,.
À partir de cette prise de contrôle, la radio a réitéré par voie de presse son attachement au public sénior en développant un logo publicitaire axée autour de Dalida et Johnny Hallyday. La radio a gagné alors assez rapidement, sur quelques mois, 7500 auditeurs/jour supplémentaires pour atteindre plus de 87000 auditeurs/jour. La radio, dans le même élan, a entrepris de faire évoluer son habillage sonore. La restructuration de RDL Radio passe aussi par le déménagement de son siège de Rackinghem vers Saint-Omer, siège de la radio-sœur Contact FM. Il est prévu d'autre part le transfert de ses sites de diffusion, l'exploitant TDF devant être remplacé par le diffuseur de Contact FM, qui utilisera dès lors ses propres sites de diffusion.

## Identité de la station RDL Radio
RDL Radio compte plus de 80000 auditeurs/jour, un public avant tout sénior et friand de chansons françaises. La station dispose de cinq émetteurs depuis 2015 lui permettant de diffuser ses programmes dans la région Nord-Pas-de-Calais ainsi que sur le littoral de la Somme :
- Saint-Omer-Flandre ;
- Dunkerque ;
- Saint-Pol-sur-Ternoise ;
- Montreuil Côte d'Opale ;
- Artois.

Le siège de RDL Radio est situé à Saint-Omer.

## Personnalités liées à RDL Radio

### Fondateur
Le fondateur de la radio RDL à Racquinghem, Claude Benoot, est fait chevalier des Arts et des Lettres en 2014.
Claude Benoot précise qu'une des raisons du succès de Radio Dallas (devenue par la suite Radio Dallas Loisirs puis RDL Radio), c’est son choix musical : 100 % de chanson française. La réussite de RDL, Claude Benoot l’explique aussi par l’organisation de voyages, ainsi qu'un bon traitement du domaine sportif. Il ajoute que la radio était proche des associations. Claude Benoot se souvient aussi de spectacles organisés par la radio avec des moments marquants comme quand Georges Guétary est venu à la salle des fêtes d’Aire-sur-la-Lys.

### Dirigeants
- Président : Marien Bonieux
- Directeur de la radio : Nicolas Pavageau

### Animateurs vedettes passés ou actuels
- Max Lafontaine[6]
- Michel Pruvot[19]
- Christian Denis[20]

## Programmation
RDL Radio est une radio qui diffuse principalement de la chanson française. Son rachat par le groupe de presse belge Rossel n'a pas contrarié son ADN, à l'exemple d'une campagne musicale en avril 2020, en pleine période de confinement à l'égard de la Covid-19, louant les gens du secours, c'est-à-dire le personnel soignant. Cette opération de bienfaisance fut portée par Marc Lavoine, Pascal Obispo et Florent Pagny.
Une singularité de RDL Radio est de diffuser un très grand nombre de slogans, qu'il est impossible de dénombrer, slogans émis par une voix féminine ou masculine.

## Audience
RDL Radio fidélise 89 100 auditeurs quotidiens entre septembre 2021 et juillet 2022.

## Pour compléter